# Лунар орбітер — 5
Лунар орбітер — 5, останній космічний апарат з серії Lunar Orbiter, був розроблений для додаткової зйомки місць приземлення Аполлона та Сервейера, а також для отримання широких оглядових зображень незфотографованих частин зворотного боку Місяця. Він також був обладнаний для збору селенодезичних даних, даних інтенсивності радіації та впливу мікрометеороїдів і використовувався для оцінки станцій стеження Manned Space Flight Network і програми визначення орбіти Аполлона.

## Підсумок місії
Космічний апарат був розміщений на цисмісячній траєкторії та 5 серпня 1967 року був виведений на еліптичну навколополярну місячну орбіту з параметрами 194,5 на 6 023 км з нахилом 85 градусів і періодом 8 годин 30 хвилин. 7 серпня периселеній знижений до 100 км, а 9 серпня орбіта була знижена до 99 на 1499 км з періодом 3 години 11 хвилин.
Космічний корабель отримав фотодані з 6 по 18 серпня 1967 року, а зчитування тривало до 27 серпня 1967 року. Загалом були отримані 633 кадри високої роздільної здатності та 211 кадрів середньої роздільної здатності з роздільною здатністю до 2 м, завдяки чому загальне фотопокриття п'ятьма кораблями Lunar Orbiter досягло 99 % поверхні Місяця. Точні дані були отримані з усіх інших експериментів під час місії. Космічний апарат відстежувався, доки він не врізався в поверхню Місяця за командою за координатами 2,79 градуса південної широти, 83 градуса західної довготи (селенографічні координати) 31 січня 1968 року.
Об'єкти на ближньому боці Місяця, які були об'єктами фотографування, включали Петавій, Гігін, Мессьє, Тихо, Коперника, Гассенді, Вітелло, Гору Груйтуйзена-Гамма, Принц, Аристарх, Долину Шретера, пагорби Маріус, Апенніни, Платон, Затоку Спеки, Гіппарх, Сульпіцій Галл, Каліпп, Цензорін, Діонісій та майбутнє місце посадки Аполлона 11.

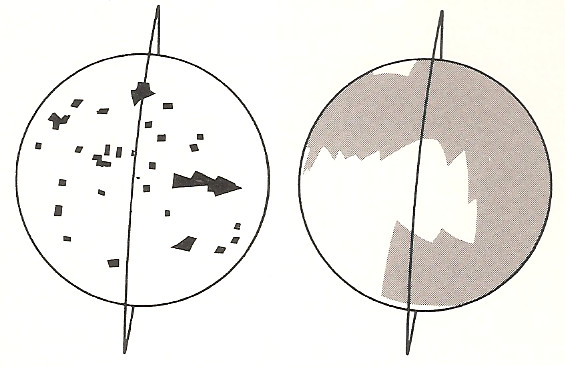
Орбіта космічного корабля та фотозйомка на видимій (ліворуч) і невидимій (праворуч) сторонах

| Місячні фотодослідження :            | Оцінка посадочних місць Аполлона та Сервейера             |
| Детектори метеороїдів :              | Виявлення мікрометеороїдів у місячному середовищі         |
| Дозиметри на основі йодистого цезію: | Радіаційне середовище на шляху до Місяця та поблизу нього |
| Селенодезія :                        | Гравітаційне поле та фізичні властивості Місяця           |